# Gleichtaktstörung
Unter Gleichtaktstörungen werden in der Elektrotechnik Störspannungen und -ströme auf den Verbindungsleitungen zwischen elektrischen Komponenten oder elektrischen Bauelementen verstanden, welche sich mit gleicher Phasenlage und Stromrichtung sowohl auf der Hinleitung als auch der Rückleitung zwischen diesen Komponenten ausbreiten (siehe auch Gleichtaktsignal).
Die Analyse und Vermeidung dieser Störungen erfolgen im Rahmen der elektromagnetischen Verträglichkeit.

## Ursachen
Elektrische Komponenten, wie beispielsweise ein Telefon und eine Vermittlungsanlage, sind mit einer Hin- und einer Rückleitung miteinander verbunden. Dieses Leitungspaar ist Bestandteil des Stromkreises zur Signalübertragung.

Gleichtaktstörungen wirken auf diese beiden Leitungen zu gleichen Teilen ein, die Störströme fließen darin im Gegensatz zu den Nutzströmen gleichsinnig, Störspannungen besitzen in beiden Leitungen die gleiche Amplitude und Phasenlage. Um eine tatsächliche Störung des Nutzsignales zu bewirken, ist daher ein weiterer Stromweg nötig: Dieser ist meistens durch gemeinsame Bezugspotentiale (Erdung oder Masseverbindung) von Nutzsignal und Störquelle sowie durch Streukapazitäten gegeben.
Die Einkopplung der Gleichtaktstörung kann unter anderem durch kapazitive Kopplung oder aufgrund von Potentialdifferenzen entlang des Übertragungsweges verursacht sein. Bei der kapazitiven Kopplung gelangen hochfrequente Störsignale oder Impulse gleichzeitig auf beide Leiter. Potentialdifferenzen entstehen beispielsweise durch einen Spannungsabfall, der durch hohe Ströme in Masseverbindungen oder Erdverbindungen hervorgerufen werden kann.
Erdschleifen, großräumige elektrische oder magnetische Störfelder oder auch Blitzeinschläge in der Nähe sind typische Ursachen für Gleichtaktstörungen.

## Vermeidung
Abhilfe gegen Gleichtaktstörungen sind Signal- und Übertragungswege mit hoher Gleichtaktunterdrückung:
- die Übertragung von Differenzsignalen über ein Leitungspaar, statt ein Bezugspotential (Masse/Erde) zu verwenden.
- eine galvanische Trennung an einer Stelle in oder zwischen den Geräten
  - mittels Transformatoren
  - mit optischer Signalübertragung (Optokoppler, Lichtleitkabel)
- die Schaffung einer hohen Längsimpedanz, die nur auf die Gleichtaktstörungen wirkt:
  - bei gegenüber dem Nutzsignal wesentlich niedrigeren Störfrequenzen mittels kapazitiver Kopplung (Beispiel: Antennenleitung)
  - bei dem Nutzsignal ähnlichen oder gegenüber dem Nutzsignal höheren Frequenzen durch Gleichtaktdrosseln bzw. stromkompensierte Drosseln. Gleichtaktstörungen sehr hoher Frequenzen können mit Ferrithülsen verringert werden, die auf das Kabel (Hin- und Rückleitung) gesteckt oder über dieses umgeklappt werden (Klappferrite).

Damit können sich Gleichtaktstörungen nicht weiter ausbreiten.
Beispiele für den Einsatz von Differenzsignalen zur Minimierung von Gleichtaktstörungen bei der Datenübertragungen sind elektrische Schnittstellen wie LVDS, der CAN-Bus und andere serielle digitale Bussysteme, sowie professionelle analoge Audio-Kabelverbindungen (sog. „symmetrische“ Verbindungen, z. B. mittels XLR-Steckverbindern) und entsprechende Differenzverstärker-Eingänge oder Koppeltransformatoren für Mikrofone und andere.
Gleichtaktstörungen in Gleichspannungskreisen lassen sich mit Kondensatoren gegen Masse/Erde unterdrücken. Im Wechselstromnetz ist dies nur eingeschränkt möglich, um den Ableitstrom gering zu halten.
Da Gleichtaktstörungen im Stromnetz und auch im Telefonnetz derart hohe Amplituden und Energien annehmen können (zum Beispiel durch Blitzeinschläge), dass sogar Zerstörungen in Geräten und Anlagen auftreten, setzt man im Rahmen des Blitzschutzes auch gegen Erde geschaltete Überspannungsableiter ein.